# 角月丽蚌
角月丽蚌（学名：Lamprotula cornuumlunae）为蚌科丽蚌属的动物，俗名平壳、麻歪歪，是中国的特有物种。分布于江西、湖南等地，主要生活于流水湖泊及河流内以及沙泥底。